# ТЕС Остроленка
ТЕС Остроленка (пол. Ostrołęka) — теплова електростанція на північному сході Польщі, за сотню кілометрів від Варшави.

## Остроленка А

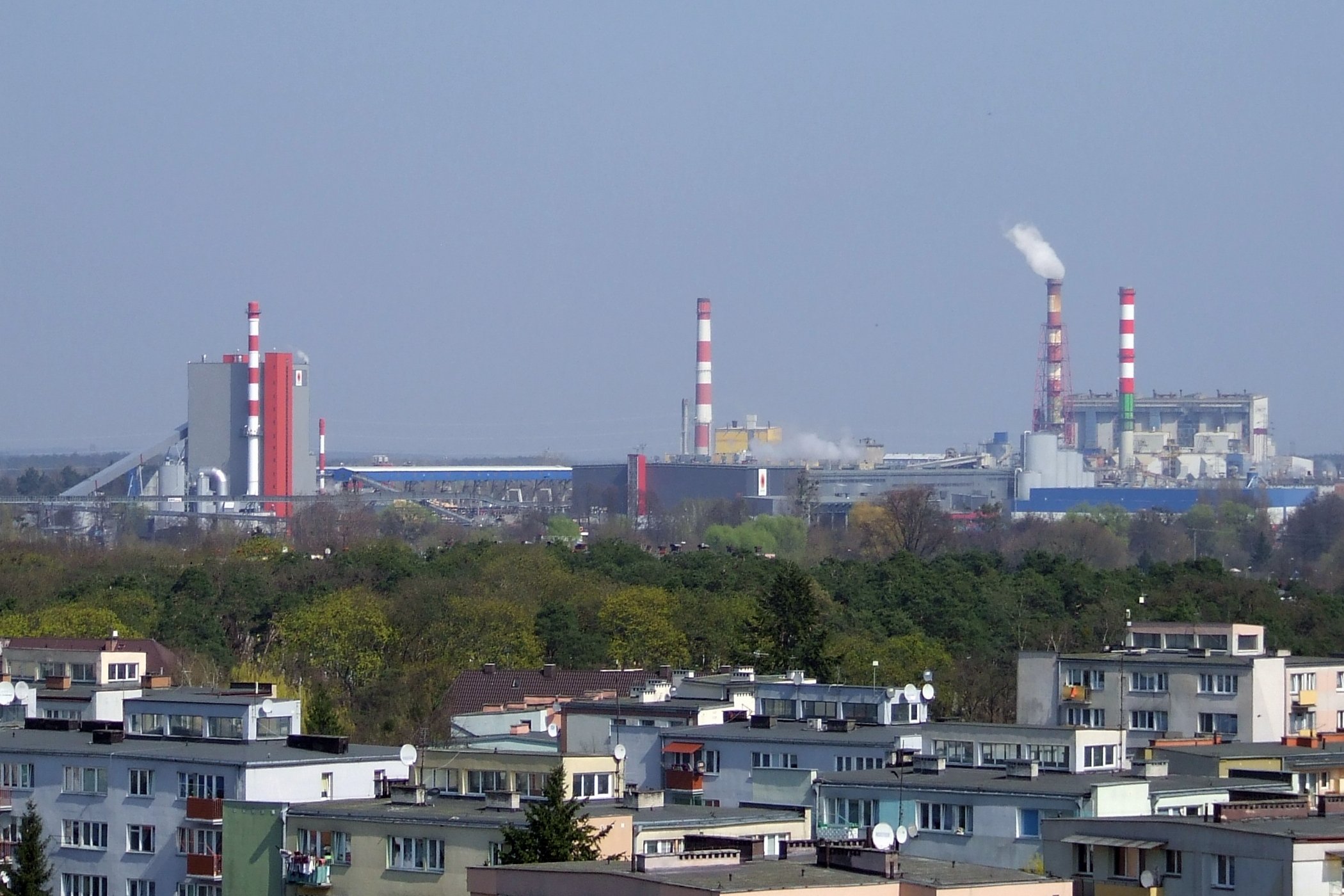
По центру димар Остроленка А, праворуч два димарі Остроленка В. У лівій частині знімку димар ТЕЦ целюлозно-паперового комбінату

Перша черга станції, відома як Остроленка А, стала до ладу у другій половині 1950-х роках. Для її укомплектування використали обладнання, раніше замовлене для інших підприємств. Так, введені в експлуатацію у 1956-му та 1957-му два генераторні комплекти виробництва шведської компанії Stal потужністю по 14 МВт спершу призначались для електростанцій у Людвікуві та Білостоку. Далі стали до ладу три агрегати, замовлені для підприємств паперової промисловості в угорської компанії Lang-Ganz — у 1958-му ладу два потужністю по 26,25 МВт, а в 1959-му ще один з показником у 6,9 МВт. Їх живили чотири парові котла ОР-100, первісно замовлені для електростанції у Хожуві.
У зв'язку із розширенням головного споживача — Остроленського целюлозно-паперового комбінату — в 1967-му додали енергоблок у складі котла ОР-230, постаченого компанією Rafako із Рацибужа, та генераторного комплекту Lang-Ganz потужністю 34,1 МВт. Як наслідок, загальний показник електростанції досяг 121,5 МВт, крім того, вона могла постачати 390 МВт теплової енергії.
В 1997-му котел № 4 типу ОР-100 модифікували за технологією псевдоожиженого киплячого шару до рівня OKF-40. Він призначався для спалювання кори, котра у великих об'ємах виникала під час технологічного процесу целюлозного комбінату (можливо відзначити, що у 2011-му останній запустив власну ТЕЦ).
Станом на початок 2010-х у складі Остроленка А залишались чотири генераторні комплекти Lang-Ganz, при цьому загальна електрична потужність рахувалась на рівні 75 МВт, а теплова — як 367 МВт.
У середині 2010-х Остроленка А вивели з експлуатації.

## Остроленка В
У 1972-му стала до ладу друга черга станції, котра складалась із трьох енергоблоків потужністю по 200 МВт. Їх обладнали котлами ОР-650 виробництва Rafako та конденсаційними турбінами 13K-200 ельблонзької компанії Zamech.
В 2015—2018 роках всі три турбіни модернізували зі збільшенням одиничної потужності до 230 МВт.
У 2015-му чергу Остроленка В обладнали теплообмінниками, що дозволило перетворити її на теплоелектроцентраль з тепловою потужністю 220 МВт. Для покриття пікових навантажень спорудили котельню, котра працює на мазуті. Крім того, станцію обладнали резервуаром-акумулятором тепла.
Під час спорудження черги В для неї звели димар висотою 120 метрів. У 2008-му став до ладу додатковий димар установки десульфуризації газів виссотою 140 метрів.
Забір води для охолодження відбувається із Нарви.

## Остроленка С
У 2018-му власник станції уклав угоду із консорціумом компаній General Electric та Alstom на спорудження нового енергоблоку потужністю 1000 МВт. Він так само спалюватиме вугілля, проте буде створений за технологією суперкритичних параметрів пари, що дозволить досягти паливної ефективності у 46 %.
Для системи охолодження зведуть градирню висотою 190 метрів з діаметром по основі 124 метра.
За планами, запуск нового блоку повинен відбутись у 2023 році. Втім, у лютому 2020-го при ступені реалізації проекту на рівні 5 % власник станції вирішив тимчасово призупинити фінансування здаля уточнення технічних та економічних параметрів проекту.